# Benzokinon-tetrakarbonsav-dianhidrid
A benzokinon-tetrakarbonsav-dianhidrid piros színű szilárd anyag. Száraz levegőben 140°C-ig stabil, nedves levegőben gyorsan kék színűre változik. Oldhatatlan éterben, szén-tetrakloridban, diklór-metánban, szén-diszulfidban. Vízzel, etanollal, etil-acetáttal, acetonnal, tetrahidrofuránnal reakcióba lép. A benzol metilezett származékaiban oldódik, az oldat színe narancstól violaszínűig változik.
A vegyület a szén egyik oxidja (C10O8). Benzokinon-tetrakarbonsavból származtatható két vízmolekula kilépésével (karbonsavanhidrid).
A vegyületet 1963-ban P. R. Hammond állította elő, aki szerint „ez volt a legerősebb π-akceptor, amit valaha leírtak”.

## Fordítás
- Ez a szócikk részben vagy egészben  a   Benzoquinonetetracarboxylic dianhydride című angol Wikipédia-szócikk fordításán alapul.  Az eredeti cikk szerkesztőit annak laptörténete sorolja fel. Ez a jelzés csupán a megfogalmazás eredetét és a szerzői jogokat jelzi, nem szolgál a cikkben szereplő információk forrásmegjelöléseként.